# Berteaucourt-lès-Thennes
Berteaucourt-lès-Thennes là một thị trấn ở tỉnh Somme trong vùng Hauts-de-France, Pháp.

## Địa lý
Thị trấn này tọa lạc trên đường D935, gần bờ sông Somme, khoảng 9 dặm Anh về phía đông nam của Amiens. Đất đai xung quanh xã này là đất phù sa trong thung lũng sông Luce, con sông chia cắt Berteaucourt và Thennes.

## Dân số
| 1962                                                         | 1968 | 1975 | 1982 | 1990 | 1999 |
| ------------------------------------------------------------ | ---- | ---- | ---- | ---- | ---- |
| 279                                                          | 291  | 281  | 356  | 411  | 431  |
| Số liệu điều tra dân số từ năm 1962, dân số không tính trùng |      |      |      |      |      |